# ديفيد غراهام (ممثل)
ديفيد غراهام (بالإنجليزية: David Graham)‏ (و. – م) هو ممثل، من المملكة المتحدة، ولد في لندن.

## الخدمة العسكرية
خدم في سلاح الجو الملكي.

## وصلات خارجية
- ديفيد غراهام على موقع IMDb (الإنجليزية)
- ديفيد غراهام على موقع ميوزك برينز (الإنجليزية)
- ديفيد غراهام على موقع قاعدة بيانات الفيلم (الإنجليزية)